# 国際伝統音楽学会
国際伝統音楽学会（こくさいでんとうおんがくがっかい、英名 The International Council for Traditional Music (ICTM)）は、世界の伝統音楽とそれに付随する楽器学や文化論を分析・調査・研究・発信することを目的に1947年、イギリス・ロンドンに設立された学会である。毎年２度、学会誌『Yearbook for Traditional Music』を発行し、価値ある論文を世に出している。理事長はサルワ・エル＝シャワン・カステロ・ブランコ。

## 主な日本人参加者
- 片桐功
- 塚田健一
- 寺内直子
- 尾高暁子
- 柘植元一

## 近年の学会開催地
| 開催年 | 開催地                         | 開催大学・機関                       |
| ------ | ------------------------------ | ------------------------------------ |
| 2019   | タイ・バンコク                 | - チュラロンコーン大学               |
| 2017   | アイルランド・リムリック       | - リムリック大学                     |
| 2015   | カザフスタン・アスタナ         | - カザフスタン芸術大学               |
| 2013   | 中国・上海                     | - 上海音楽学院                       |
| 2011   | カナダ・セントジョンズ         | - ニューファンドランドメモリアル大学 |
| 2009   | 南アフリカ共和国・ダーバン     | - University of KwaZulu-Natal        |
| 2007   | オーストリア・ウィーン         | - ウィーン国立音楽大学               |
| 2005   | イギリス・シェフィールド       | - シェフィールド大学                 |
| 2004   | 中国・福州市                   | - 福建師範大学                       |
| 2001   | ブラジル・リオ・デ・ジャネイロ | - リオデジャネイロ連邦大学           |
| 1999   | 日本・広島                     | - 広島大学、エリザベト音楽大学       |
| 1997   | スロバキア・ニトラ             | - Slovak Academy of Sciences         |
| 1995   | オーストラリア・キャンベラ     | - オーストラリア国立大学             |
| 1993   | ドイツ・ベルリン               | - ベルリン芸術大学                   |